# Élections législatives de 1973 en Savoie
Les élections législatives françaises de 1973 se déroulent les 4 et 11 mars 1973. Dans le département de la Savoie, trois députés sont à élire dans le cadre de trois circonscriptions.

## Élus
| Circonscription | Député sortant                                | Parti | Parti | Député élu ou réélu | Parti | Parti   |
| --------------- | --------------------------------------------- | ----- | ----- | ------------------- | ----- | ------- |
| 1re             | Jean Delachenal                               |       | RI    | Louis Besson        |       | app. PS |
| 2e              | Georges Peizerat suppléant de Joseph Fontanet |       | CDP   | Joseph Fontanet     |       | CDP     |
| 3e              | Pierre Dumas                                  |       | UDR   | Jean-Pierre Cot     |       | PS      |

## Résultats

### Résultats à l'échelle du département
| Parti                 | Parti                                   | Premier tour | Premier tour | Second tour | Second tour | Sièges |
| Parti                 | Parti                                   | Voix         | %            | Voix        | %           | Sièges |
| --------------------- | --------------------------------------- | ------------ | ------------ | ----------- | ----------- | ------ |
|                       | Parti socialiste                        | 31 162       | 23,28        | 26 050      | 18,92       | 1      |
|                       | Parti communiste français               | 22 914       | 17,12        | 16 457      | 11,95       | 0      |
|                       | Divers gauche                           | 9 325        | 6,97         | 26 231      | 19,05       | 1      |
|                       | Parti socialiste unifié                 | 1 640        | 1,22         |             |             | 0      |
|                       | Union de la gauche                      | 65 041       | 48,58        | 68 738      | 49,93       | 2      |
|                       |                                         |              |              |             |             |        |
|                       | Union des démocrates pour la République | 20 051       | 14,98        | 23 453      | 17,03       | 1      |
|                       | Républicains indépendants               | 18 528       | 13,84        | 24 950      | 18,12       | 0      |
|                       | Centre démocratie et progrès            | 14 925       | 11,15        | 20 538      | 14,92       | 0      |
|                       | Divers droite                           | 2 193        | 1,64         |             |             | 0      |
|                       | Union des républicains de progrès       | 55 697       | 41,60        | 68 941      | 50,07       | 1      |
|                       |                                         |              |              |             |             |        |
|                       | Mouvement réformateur                   | 13 141       | 9,82         |             |             | 0      |
|                       |                                         |              |              |             |             |        |
| Inscrits              | Inscrits                                | 174 649      | 100,00       | 174 627     | 100,00      | 3      |
| Abstentions           | Abstentions                             | 38 728       | 22,17        | 33 488      | 19,18       |        |
| Votants               | Votants                                 | 135 921      | 77,83        | 141 139     | 80,82       |        |
| Blancs et nuls        | Blancs et nuls                          | 2 042        | 1,5          | 3 460       | 2,45        |        |
| Exprimés              | Exprimés                                | 133 879      | 98,5         | 137 679     | 97,55       |        |
| Source : Data.gouv.fr |                                         |              |              |             |             |        |

### Résultats par circonscription

#### Première circonscription (Chambéry - Aix-les-Bains)
| Candidat       | Candidat                | Parti          | Premier tour | Premier tour | Second tour | Second tour |  |
| Candidat       | Candidat                | Parti          | Voix         | %            | Voix        | %           |  |
| -------------- | ----------------------- | -------------- | ------------ | ------------ | ----------- | ----------- |  |
|                | Jean Delachenal sortant | RI (URP)       | 18 528       | 37,39        | 24 950      | 48,75       |  |
|                | Louis Besson élu        | Divers gauche  | 9 325        | 18,82        | 26 231      | 51,25       |  |
|                | Jean-Claude Monin       | PS (UGSD)      | 8 415        | 16,98        | Retrait     | Retrait     |  |
|                | Albert Laurent          | PCF            | 7 231        | 14,59        | Retrait     | Retrait     |  |
|                | Joseph Dardel           | MR             | 6 059        | 12,23        |             |             |  |
|                |                         |                |              |              |             |             |  |
| Inscrits       | Inscrits                | Inscrits       | 64 615       | 100,00       | 64 594      | 100,00      |  |
| Abstentions    | Abstentions             | Abstentions    | 14 188       | 21,96        | 12 303      | 19,05       |  |
| Votants        | Votants                 | Votants        | 50 427       | 78,04        | 52 291      | 80,95       |  |
| Blancs et nuls | Blancs et nuls          | Blancs et nuls | 869          | 1,72         | 1 110       | 2,12        |  |
| Exprimés       | Exprimés                | Exprimés       | 49 558       | 98,28        | 51 181      | 97,88       |  |

#### Deuxième circonscription (Albertville)
| Candidat       | Candidat                      | Parti          | Premier tour | Premier tour | Second tour | Second tour |  |
| Candidat       | Candidat                      | Parti          | Voix         | %            | Voix        | %           |  |
| -------------- | ----------------------------- | -------------- | ------------ | ------------ | ----------- | ----------- |  |
|                | Joseph Fontanet sortant réélu | CDP (URP)      | 14 925       | 40,97        | 20 538      | 55,52       |  |
|                | Marcel Rochaix                | PCF            | 9 144        | 25,1         | 16 457      | 44,48       |  |
|                | Maurice Blanc                 | PS (UGSD)      | 7 261        | 19,93        | Retrait     | Retrait     |  |
|                | Sixte de Menthon              | MR             | 2 910        | 7,99         |             |             |  |
|                | Charles Denu                  | Divers droite  | 2 193        | 6,02         |             |             |  |
|                |                               |                |              |              |             |             |  |
| Inscrits       | Inscrits                      | Inscrits       | 48 907       | 100,00       | 48 901      | 100,00      |  |
| Abstentions    | Abstentions                   | Abstentions    | 11 921       | 24,37        | 10 422      | 21,31       |  |
| Votants        | Votants                       | Votants        | 36 986       | 75,63        | 38 479      | 78,69       |  |
| Blancs et nuls | Blancs et nuls                | Blancs et nuls | 553          | 1,5          | 1 484       | 3,86        |  |
| Exprimés       | Exprimés                      | Exprimés       | 36 433       | 98,5         | 36 995      | 96,14       |  |

#### Troisième circonscription (Chambéry - Saint-Jean-de-Maurienne)
| Candidat       | Candidat             | Parti          | Premier tour | Premier tour | Second tour | Second tour |  |
| Candidat       | Candidat             | Parti          | Voix         | %            | Voix        | %           |  |
| -------------- | -------------------- | -------------- | ------------ | ------------ | ----------- | ----------- |  |
|                | Pierre Dumas sortant | UDR (URP)      | 20 051       | 41,87        | 23 453      | 47,38       |  |
|                | Jean-Pierre Cot élu  | PS (UGSD)      | 15 486       | 32,34        | 26 050      | 52,62       |  |
|                | René Vair            | PCF            | 6 539        | 13,65        | Retrait     | Retrait     |  |
|                | Émile Berthalay      | MR             | 4 172        | 8,71         |             |             |  |
|                | Jean Bérard          | PSU            | 1 640        | 3,42         |             |             |  |
|                |                      |                |              |              |             |             |  |
| Inscrits       | Inscrits             | Inscrits       | 61 127       | 100,00       | 61 132      | 100,00      |  |
| Abstentions    | Abstentions          | Abstentions    | 12 619       | 20,64        | 10 763      | 17,61       |  |
| Votants        | Votants              | Votants        | 48 508       | 79,36        | 50 369      | 82,39       |  |
| Blancs et nuls | Blancs et nuls       | Blancs et nuls | 620          | 1,28         | 866         | 1,72        |  |
| Exprimés       | Exprimés             | Exprimés       | 47 888       | 98,72        | 49 503      | 98,28       |  |